# Grupo Antolin
Grupo Antolin er en spansk multinational underleverandør til bilindustrien. Virksomheden blev etableret i 1950 af Antolin-familien i Burgos. De har produktion i 25 lande. I alt 86 fabrikker.